# بسیج نیروها

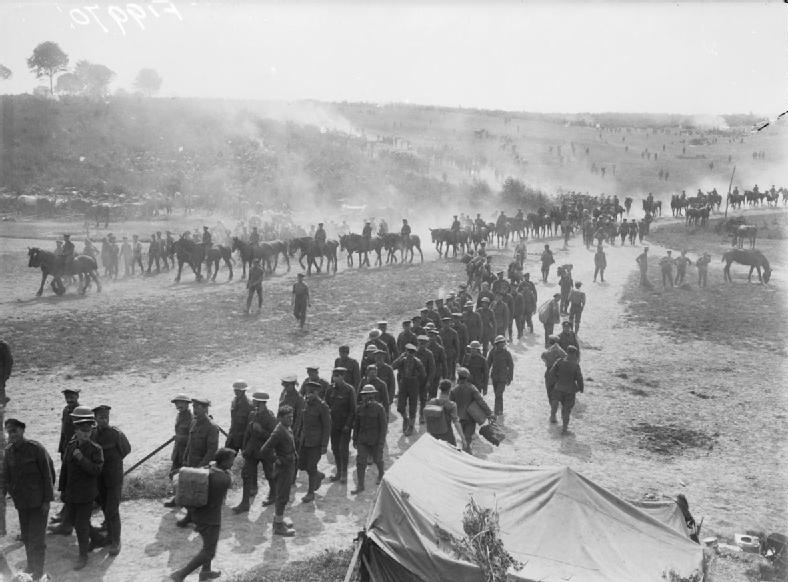
نبرد سم (۱ ژوئیه – ۱۸ نوامبر ۱۹۱۶) انبوه سربازان، اسبها و تدارکات

بسیج نیروها یا بسیج به مجموع منابع نیروی انسانی، مواد، تجهیزات، و خدماتی که یک کشور می‌تواند برای تأمین نیازمندی‌های قابل پیش‌بینی نظامی و غیرنظامی زمان جنگ خود همراه با طرح‌ها و برنامه‌های لازم برای استفاده مؤثر از این ثروت‌ها آماده کند گفته می‌شود.

## جنگ جهانی دوم

### لهستان
لهستان زیر فشار متفقین غربی مبنی بر عدم بسیج نیروها جهت جلوگیری از تحریک آلمان، در مقابل تهدید مسلم، از ماه مارس سال ۱۹۳۹ شروع به اجرای طرح بسیج مخفیانه خود کرد. تحت پوشش رزمایش تابستانی، نیروهای ذخیره از طریق ارسال نامه پستی به خدمت فراخوانده شدند. با وجود تجمع نیروهای آلمانی در مرز سابق چکسلواکی و لهستان و با این حال که خود بریتانیا از ۲۳ اوت شروع به بسیج کرده بود، فرانسه و بریتانیا تا ۳۰ اوت از لهستان می‌خواستند دست به بسیج کامل نظامی نزند. با این حال، لهستان در نهایت روز ۳۱ اوت رسماً اعلام بسیج عمومی نمود. حتی در این زمان نمایندگان دیپلماتیک فرانسه و بریتانیا از فرماندهی عالی لهستان خواستند فرمان بسیج عمومی را پس بگیرد. به هر صورت تا روز ۱ سپتامبر لهستان تنها قادر شد نیمی از نیروهایش را بسیج کند و تنها نیمی از این نیروها در شرایط آمادگی رزمی و مستقر در مواضع پیش‌بینی‌شده بودند.

### شوروی
هنگام آغاز تهاجم آلمان در ماه مه سال ۱۹۴۱ ارتش سرخ شوروی تقریبا ۵ میلیون نفر نیرو در قالب حدود ۳۰۰ لشکر داشت. بیشتر این نیروها تا پایان همان سال منهدم شدند. در این زمان حدود ۱۴ میلیون غیرنظامی در شوروی آموزش پایه نظامی را پیش از این گذرانده بودند. در بدو آغاز جنگ ۵ میلیون نیروی ذخیره به خدمت فراخوانده شدند. در نتیجه، با وجود تحمل تلفات بسیار سنگین، توان ارتش سرخ تا پایان ماه دسامبر سال ۱۹۴۱ به هشت میلیون نفر در قالب نزدیک به ۶۰۰ لشکر رسید. بدین شکل، دست کم گرفتن نیروهای ذخیره ارتش سرخ و توانمندی شوروی در بسیج انسانی یکی از بزرگ‌ترین علل ناکامی تهاجم آلمان به این کشور بود.
طبق آمار گردآوری شده توسط گریگوری کریووشیف، در طول جنگ جهانی دوم که از آن با عنوان «جنگ کبیر میهنی» در شوروی یاد می‌شد، مجموعاً ۲۹٬۵۴۷٬۰۰۰ نفر در جریان بسیج عمومی به خدمت فراخوانده شدند. بیشتر سربازانی که در این دوران برای خدمت اجباری بسیج شدند افراد متولد بین سال‌های ۱۹۱۹ تا ۱۹۲۵ (۲۲ تا ۲۸ ساله) بودند؛ به هر صورت مردان مسن‌تر از جمله ده‌ها هزار نفر در دهه پنجم زندگی خود نیز جزو این شمار بودند.